# Medebys
Medebys är en ort i Hablingbo socken Gotlands kommun, belägen på södra Gotland sydväst om Hablingbo. SCB har för bebyggelsen i byn och dess grannby Hagsarve avgränsat en småort namnsatt till Hablingbo och Medebys, även om bebyggelsen kring kyrkan inte ingår.
I Medebys låg Hablingbo järnvägsstation.
I närheten finns en gård från 1700- och 1800-talen som numera är museum, Petesgården.